# أليكس سميث (مصورة)
أليكس سميث (بالإنجليزية: Alix Smith)‏ هي مصورة أمريكية، ولدت في 1978 في نيويورك في الولايات المتحدة.